# Condado de Dewey (Oklahoma)
O Condado de Dewey é um dos 77 condados do estado norte-americano do Oklahoma. A Sede de condado é Taloga.
A área do condado é de 2611 km² (dos quais 21 km² são cobertos por água). Sua população é de 4 743 habitantes e uma densidade populacional de 1 hab/km² (segundo o censo nacional de 2000).

## Condados adjacentes
- Condado de Woodward (norte)
- Condado de Major (norte)
- Condado de Blaine (leste)
- Condado de Custer (sul)
- Condado de Roger Mills (sudoeste)
- Condado de Ellis (noroeste)

## Cidades e Vilas
- Camargo
- Leedey
- Oakwood
- Putnam
- Seiling
- Taloga
- Vici